# Музтар, Мирза Яхья
Мирза Яхья Музтар (азерб. Mirzə Yəhya Müztər) — азербайджанский поэт второй половины XIX века, участник общества «Дивани-Хикмет».

## Творчество
Мирза Яхья Музтар писал произведения на азербайджанском и персидском языках под псевдонимом «Адибюль-уляма». Он также составил справочник «Gülzari-Bəhar», изданный в Тебризе в 1907 году. Произведение так же включает в себя стихи поэта. Музтар является представителем литературной школы Физули.